# Lymantriades xuthoaria
Lymantriades xuthoaria är en fjärilsart som beskrevs av Collenette 1955. Lymantriades xuthoaria ingår i släktet Lymantriades och familjen tofsspinnare. Inga underarter finns listade i Catalogue of Life.